# Krzysztof Sacha
Krzysztof Michał Sacha (ur. 13 marca 1951 w Warszawie, zm. 21 stycznia 2019 tamże) – polski informatyk, profesor zwyczajny na Wydziale Elektroniki i Technik Informacyjnych Politechniki Warszawskiej. Stopnie doktora nauk technicznych i doktora habilitowanego w dyscyplinie Informatyki uzyskał w latach 1976 i 1996 na Politechnice Warszawskiej, tytuł profesora nauk technicznych otrzymał w 2011.

## Życiorys

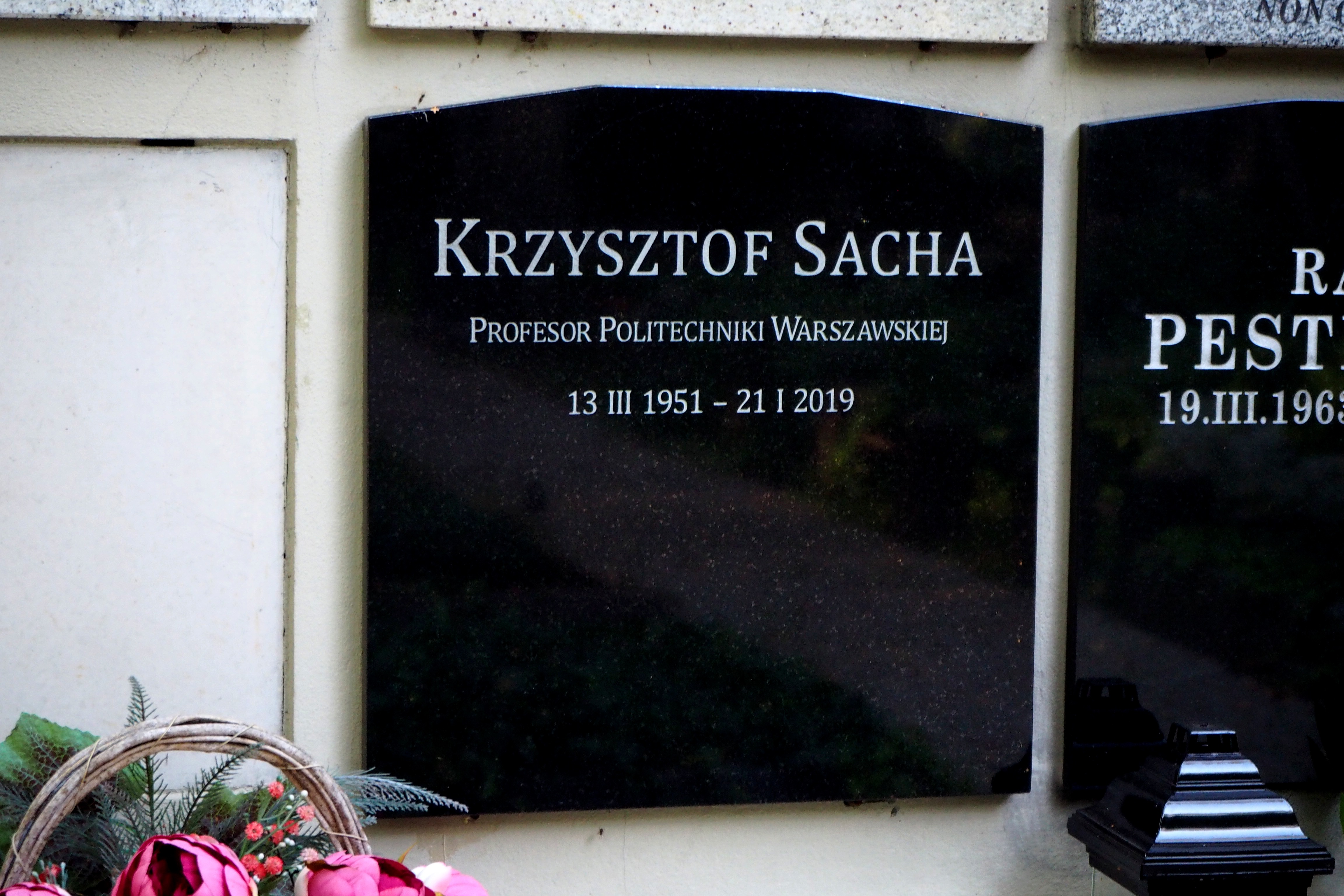
Grób prof. Krzysztofa Sacha na cmentarzu ewangelicko-reformowanym przy ul. Żytniej w Warszawie

Syn Andrzeja i Sylwestry. Od 1973 związany z Instytutem Automatyki i Informatyki Stosowanej PW. Równolegle pracował w Fabryce Minikomputerów ERA, był konsultantem ds. inżynierii oprogramowania w Zakładach Mera-Pnefal (1987-1990), projektantem oprogramowania inteligentnych budynków w firmie Alerton Polska (1999-2002) oraz Doradcą Prezesa ZUS ds. Rozwoju Kompleksowego Systemu Informatycznego Zakładu (2005-2009).
W roku akademickim 1991/1992 prowadził badania na Uniwersytecie w Groningen (Holandia), a w roku 2001/2002 był profesorem Wyższej Szkoły Informatyki i Zarządzania w Olsztynie. Począwszy od 2002 r. prowadził audyt procesów tworzenia wielkich systemów informatycznych budowanych w tym czasie dla administracji publicznej kraju. Od roku 2003 jest profesorem Akademii Finansów i Biznesu Vistula w Warszawie. W kadencji 2010-2014 był członkiem Rady Narodowego Centrum Badań i Rozwoju, a w latach 2012-2014 przewodniczący Komisji ds. strategicznych programów badań naukowych i prac rozwojowych Rady.

## Członkostwa
Należał do IEEE Computer Society. Był członkiem Komitetów Programowych wielu międzynarodowych i krajowych konferencji naukowych (IFIP Central and East European Conference on Software Engineering Techniques CEE-SET, International Conference on Software and Data Technologies ISCOFT, Evaluation of Novel Approaches to Software Engineering ENASE, International Conference on Dependability of Computer Systems DEPCOS,  International Conference on Networked Systems NetSys,  International Conference on Software Engineering Advances ICSEA)

## Nagrody, wyróżnienia, odznaczenia
- Medal honorowy Za szczególne zasługi położone w dziele rozwoju polskiej książki szkolnej (1985)
- Medal Komisji Edukacji Narodowej (2003)
- Złoty Krzyż Zasługi (2005)[1]
- Nagroda Ministra Nauki i Szkolnictwa Wyższego za osiągnięcia naukowe (1997)
- Wielokrotne nagrody Rektora Politechniki Warszawskiej za działalność naukową (1979-2011), dydaktyczną (1983-2011) i organizacyjną (2012).

## Działalność pozanaukowa
Prof. Krzysztof Sacha był znanym na rynku wydawniczym popularyzatorem nauki i techniki. Na jego książkach popularyzujących technikę mikrokomputerową wykształciło się całe pokolenie młodzieży – późniejszych studentów i inżynierów informatyków.
Pochowany na cmentarzu ewangelicko-reformowanym w Warszawie (kolumbarium CIII-4-18).

## Publikacje

### Książki
- Sacha K., Inżynieria oprogramowania, PWN (seria Fundamenty informatyki), Warszawa (2010)
- Sacha K. (ed.), Software Engineering Techniques: Design for Quality, Springer, New York (2006)
- Halang W., Sacha K., Real-Time Systems; Implementation of Industrial Computerised Process Automation, World Scientific, Singapore, London (1992)
- Sacha K., Mikrokomputer w szkole i w domu, Wydawnictwa szkolne i pedagogiczne, Warszawa (1988)
- Sacha K., Rydzewski A., Mikroprocesor w pytaniach i odpowiedziach,  WNT, Warszawa (1985)

### Artykuły naukowe
- Sacha K., Ratkowski A., Transformational Implementation of Business Processes in SOA. International Journal on Advances in Software, vol. 6, no 1/2, pp. 92–103 (2013)
- Felkner A., Sacha K.: The Semantics of Role-Based Trust Management Languages. In: T. Szmuc, M. Szpyrka, J. Zendulka (Eds.): Advances in Software Engineering Techniques, LNCS 7054, pp. 179–189. Springer, Heidelberg (2012)
- Sacha K., Trust Management Languages and Complexity. LNCS 7045, pp. 588–604. Springer, Heidelberg (2011)
- Sacha K., Verification and Implementation of Dependable Controllers. In: W. Zamojski et al. (Eds.): Proc. Conf. on Dependability of Computer Systems DepCos-RELCOMEX, pp. 143–151. IEEE Computer Society (2008)
- Sacha K.: Automatic Code Generation for PLC Controllers. In: R. Winter, B. A. Gran, G. Dahll (Eds.): Computer Safety, Reliability and Security, LNCS 3688, pp. 303¬-316. Springer, Heidelberg (2005)
- Sacha K., Measuring the Real-Time Operating System Performance. Proc. 7th Euromicro Workshop on Real-Time Systems, Odense, pp. 34–40 (1995)